# Eliteserien 2009
La Eliteserien 2009, nota anche come Tippeligaen 2009 per ragioni di sponsorizzazione, fu la sessantaquattresima edizione della Eliteserien, massima serie del campionato norvegese di calcio. Iniziata il 14 marzo e conclusasi il 1º novembre 2009, vide la vittoria finale del Rosenborg, al suo ventunesimo titolo. Capocannoniere del torneo fu Rade Prica (Rosenborg), con 17 reti.

## Stagione

### Novità
Dalla Eliteserien 2008 venne retrocesso l'HamKam, mentre dalla 1. divisjon 2008 vennero promossi l'Odd Grenland, il Sandefjord e lo Start, con un conseguente aumento del numero di squadre partecipanti da 14 a 16.

### Formula
Le sedici squadre partecipanti si affrontarono in un girone all'italiana con partite di andata e di ritorno, per un totale di 30 giornate. La prima classificata, vincitrice del campionato, veniva ammessa alla UEFA Champions League 2010-2011. La seconda e la terza classificata venivano ammesse alla UEFA Europa League 2010-2011, assieme al vincitore della Coppa di Norvegia. La quattordicesima classificata disputava gli spareggi promozione/retrocessione con terza, quarta e quinta classificate in 1. divisjon. Le ultime due classificate venivano retrocesse direttamente in 1. divisjon.

## Squadre partecipanti
| Club         | Stagione | Città        | Stadio              | Stagione 2008            |
| ------------ | -------- | ------------ | ------------------- | ------------------------ |
| Aalesund     | dettagli | Ålesund      | Color Line Stadion  | 13º posto in Eliteserien |
| Bodø/Glimt   | dettagli | Bodø         | Aspmyra Stadion     | 4º posto in Eliteserien  |
| Brann        | dettagli | Bergen       | Brann Stadion       | 8º posto in Eliteserien  |
| Fredrikstad  | dettagli | Fredrikstad  | Fredrikstad Stadion | 2º posto in Eliteserien  |
| Lillestrøm   | dettagli | Lillestrøm   | Åråsen Stadion      | 12º posto in Eliteserien |
| Lyn Oslo     | dettagli | Oslo         | Ullevaal Stadion    | 7º posto in Eliteserien  |
| Molde        | dettagli | Molde        | Aker Stadion        | 9º posto in Eliteserien  |
| Odd Grenland | dettagli | Skien        | Skagerak Arena      | 1º posto in 1. divisjon  |
| Rosenborg    | dettagli | Trondheim    | Lerkendal Stadion   | 5º posto in Eliteserien  |
| Sandefjord   | dettagli | Sandefjord   | Komplett.no Arena   | 2º posto in 1. divisjon  |
| Stabæk       | dettagli | Bærum        | Telenor Arena       | Campione di Norvegia     |
| Start        | dettagli | Kristiansand | Sør Arena           | 3º posto in 1. divisjon  |
| Strømsgodset | dettagli | Drammen      | Marienlyst Stadion  | 11º posto in Eliteserien |
| Tromsø       | dettagli | Tromsø       | Alfheim Stadion     | 3º posto in Eliteserien  |
| Vålerenga    | dettagli | Oslo         | Ullevaal Stadion    | 10º posto in Eliteserien |
| Viking       | dettagli | Stavanger    | Viking Stadion      | 6º posto in Eliteserien  |

## Classifica finale
|  | Pos. | Squadra      | Pt | G  | V  | N  | P  | GF | GS | DR  |
|  | ---- | ------------ | -- | -- | -- | -- | -- | -- | -- | --- |
|  | 1.   | Rosenborg    | 69 | 30 | 20 | 9  | 1  | 60 | 22 | +38 |
|  | 2.   | Molde        | 56 | 30 | 17 | 5  | 8  | 62 | 35 | +27 |
|  | 3.   | Stabæk       | 53 | 30 | 15 | 8  | 7  | 52 | 34 | +18 |
|  | 4.   | Odd Grenland | 46 | 30 | 12 | 10 | 8  | 53 | 44 | +9  |
|  | 5.   | Brann        | 44 | 30 | 12 | 8  | 10 | 51 | 49 | +2  |
|  | 6.   | Tromsø       | 40 | 30 | 10 | 10 | 10 | 35 | 36 | -1  |
|  | 7.   | Vålerenga    | 40 | 30 | 12 | 4  | 14 | 47 | 50 | -3  |
|  | 8.   | Sandefjord   | 40 | 30 | 10 | 10 | 10 | 39 | 44 | -5  |
|  | 9.   | Start        | 40 | 30 | 10 | 10 | 10 | 46 | 52 | -6  |
|  | 10.  | Viking       | 38 | 30 | 9  | 11 | 10 | 38 | 40 | -2  |
|  | 11.  | Lillestrøm   | 37 | 30 | 9  | 10 | 11 | 43 | 50 | -7  |
|  | 12.  | Strømsgodset | 36 | 30 | 10 | 6  | 14 | 40 | 42 | -2  |
|  | 13.  | Aalesund     | 36 | 30 | 9  | 9  | 12 | 34 | 43 | -9  |
|  | 14.  | Fredrikstad  | 34 | 30 | 10 | 4  | 16 | 39 | 44 | -5  |
|  | 15.  | Bodø/Glimt   | 28 | 30 | 6  | 10 | 14 | 29 | 53 | -24 |
|  | 16.  | Lyn Oslo     | 16 | 30 | 2  | 10 | 18 | 29 | 59 | -30 |

Legenda:
      Campione di Norvegia e ammessa alla UEFA Champions League 2010-2011
      Ammessa alla UEFA Europa League 2010-2011
 Ammessa allo spareggio promozione/retrocessione
      Retrocessa in 1. divisjon 2010
Note:
Tre punti a vittoria, uno a pareggio, zero a sconfitta.

## Risultati
|              | Ros  | Mol  | Stb  | Odd  | Bra  | Tro  | Vål  | San  | Sta  | Vik  | Lil  | Str  | Aal  | Fre  | Bod  | Lyn  |
| ------------ | ---- | ---- | ---- | ---- | ---- | ---- | ---- | ---- | ---- | ---- | ---- | ---- | ---- | ---- | ---- | ---- |
| Rosenborg    | –––– | 2-2  | 1-0  | 1-1  | 1-1  | 0-0  | 3-0  | 4-0  | 2-3  | 1-0  | 2-1  | 3-0  | 2-1  | 1-0  | 2-0  | 4-1  |
| Molde        | 0-2  | –––– | 4-0  | 2-1  | 5-2  | 1-1  | 0-3  | 1-1  | 8-1  | 1-2  | 3-0  | 2-1  | 3-1  | 2-0  | 3-1  | 4-0  |
| Stabæk       | 1-2  | 2-3  | –––– | 3-3  | 2-1  | 2-0  | 3-2  | 4-1  | 5-0  | 2-0  | 1-1  | 3-1  | 3-0  | 2-1  | 2-0  | 0-0  |
| Odd Grenland | 1-1  | 2-1  | 1-2  | –––– | 3-1  | 1-0  | 2-2  | 2-0  | 1-2  | 2-2  | 2-3  | 2-1  | 4-2  | 2-0  | 4-0  | 4-1  |
| Brann        | 1-1  | 2-0  | 1-1  | 4-2  | –––– | 2-4  | 1-2  | 0-1  | 1-1  | 1-1  | 3-1  | 4-2  | 2-1  | 2-1  | 4-2  | 2-1  |
| Tromsø       | 2-4  | 1-0  | 0-0  | 1-1  | 0-2  | –––– | 2-0  | 1-1  | 3-1  | 0-1  | 1-1  | 2-1  | 3-1  | 2-0  | 0-0  | 1-0  |
| Vålerenga    | 1-2  | 2-1  | 0-1  | 0-3  | 1-1  | 2-4  | –––– | 1-2  | 2-3  | 3-1  | 0-1  | 1-0  | 1-1  | 2-1  | 2-1  | 4-1  |
| Sandefjord   | 2-2  | 1-1  | 1-3  | 1-2  | 3-1  | 2-0  | 0-2  | –––– | 1-0  | 3-1  | 2-2  | 1-0  | 1-2  | 1-1  | 1-1  | 2-1  |
| Start        | 1-2  | 2-2  | 2-2  | 1-1  | 0-1  | 3-1  | 2-0  | 3-2  | –––– | 1-1  | 3-0  | 2-2  | 0-1  | 1-0  | 4-0  | 1-1  |
| Viking       | 0-0  | 2-1  | 2-2  | 3-0  | 1-1  | 1-0  | 0-3  | 2-2  | 0-1  | –––– | 4-2  | 1-1  | 1-1  | 1-2  | 3-2  | 5-2  |
| Lillestrøm   | 1-2  | 0-1  | 1-2  | 1-1  | 3-1  | 2-2  | 1-2  | 2-1  | 3-2  | 1-1  | –––– | 2-1  | 1-1  | 4-2  | 2-2  | 2-1  |
| Strømsgodset | 0-1  | 0-2  | 1-0  | 3-1  | 2-1  | 2-1  | 3-0  | 1-1  | 3-3  | 2-1  | 1-2  | –––– | 2-0  | 4-1  | 3-0  | 1-1  |
| Aalesund     | 0-3  | 0-2  | 1-0  | 1-2  | 3-0  | 1-1  | 3-2  | 1-1  | 1-1  | 0-1  | 3-1  | 1-1  | –––– | 1-1  | 1-1  | 2-0  |
| Fredrikstad  | 1-4  | 1-2  | 0-1  | 3-0  | 2-4  | 3-0  | 3-1  | 1-2  | 1-0  | 1-0  | 1-0  | 2-0  | 0-1  | –––– | 2-2  | 2-1  |
| Bodø/Glimt   | 0-4  | 2-4  | 2-1  | 1-1  | 0-2  | 1-1  | 0-2  | 1-0  | 1-1  | 2-0  | 1-1  | 1-0  | 3-0  | 1-1  | –––– | 0-2  |
| Lyn Oslo     | 1-1  | 0-1  | 2-2  | 1-1  | 2-2  | 0-1  | 4-4  | 1-2  | 4-1  | 0-0  | 1-1  | 0-1  | 0-2  | 0-5  | 0-1  | –––– |

## Spareggio promozione/retrocessione
Allo spareggio vennero ammessi il Fredrikstad, quattordicesimo classificato in Eliteserien, e il Kongsvinger, il Sogndal e il Sarpsborg 08, rispettivamente terzo, quarto e quinto classificato in 1. divisjon. Il Kongsvinger vinse gli spareggi e venne promosso in Eliteserien, con la conseguente retrocessione del Fredrikstad in 1. divisjon.

### Semifinali
|             | Risultati |              | Luogo e data                 |
| ----------- | --------- | ------------ | ---------------------------- |
| Fredrikstad | 0 - 2     | Sarpsborg 08 | Fredrikstad, 6 novembre 2009 |
| Kongsvinger | 3 - 1     | Sogndal      | Kongsvinger, 6 novembre 2009 |
|             |           |              |                              |

### Finale
|              | Risultati |              | Luogo e data                  |
| ------------ | --------- | ------------ | ----------------------------- |
| Sarpsborg 08 | 3 - 2     | Kongsvinger  | Sarpsborg, 9 novembre 2009    |
| Kongsvinger  | 3 - 1     | Sarpsborg 08 | Kongsvinger, 12 novembre 2009 |
|              |           |              |                               |

## Statistiche

### Classifica marcatori
| Gol |  |  | Giocatore        | Squadra         |
| --- |  |  | ---------------- | --------------- |
| 17  |  |  | Rade Prica       | Rosenborg       |
| 16  |  |  | Péter Kovács     | Odd Grenland    |
| 16  |  |  | Mame Biram Diouf | Molde           |
| 15  |  |  | Erik Huseklepp   | Brann           |
| 15  |  |  | Daniel Nannskog  | Stabæk          |
| 12  |  |  | Bengt Sæternes   | Vålerenga       |
| 11  |  |  | Pape Paté Diouf  | Molde           |
| 11  |  |  | Erik Mjelde      | Sandefjord      |
| 10  |  |  | Marcus Pedersen  | Strømsgodset    |
| 10  |  |  | Mads Stokkelien  | Start           |
| 10  |  |  | Arild Sundgot    | Lillestrøm      |
| 9   |  |  | Simen Brenne     | Odd Grenland    |
| 9   |  |  | Diego Guastavino | Lyn Oslo, Brann |
| 9   |  |  | Bernt Hulsker    | Start           |
| 9   |  |  | Steffen Iversen  | Rosenborg       |
| 9   |  |  | Trond Olsen      | Rosenborg       |
| 9   |  |  | Sigurd Rushfeldt | Tromsø          |